# بطولة أمريكا الجنوبية لكرة الطائرة للرجال 1967
أقيمت بطولة أمريكا الجنوبية لكرة الطائرة للرجال 1967 في نسختها السابعة في سانتوس في البرازيل.

## الترتيب النهائي
| المركز | المنتخب    |
| ------ | ---------- |
|        | البرازيل   |
|        | فنزويلا    |
|        | تشيلي      |
| 4      | الأوروغواي |
| 5      | باراغواي   |

1. 1 2 3 4 5 6  "Sud. Mayores - Masculino". كونفدرالية أمريكا الجنوبية لكرة الطائرة. اطلع عليه بتاريخ 2023-11-20.